# Burgstall Riedheim
Der Burgstall Riedheim bezeichnet eine abgegangene Burg in Riedheim, einem heutigen Gemeindeteil von Leipheim im Landkreis Günzburg in Bayern. Von der ehemaligen Burganlage nördlich der Kirche sind verbaute Reste in der Radstraße 8 erhalten.

## Geschichte
Riedheim wurde 1292 erstmals urkundlich erwähnt. Die Herren von Riedheim verließen ihren Stammsitz auf der Burg in Riedheim bereits im 13. Jahrhundert. Als Lehen der Markgrafschaft Burgau gelangte der Ort 1400 in den Besitz der Patrizierfamilie Gessler in Ulm, kurz danach an die Herren von Hasberg zu Waldkirch. Schließlich kam um 1459 Riedheim an die Augsburger Patrizierfamilie Argon/Egen. 1501 kam der Ort an die Reichsstadt Ulm, wo er bis 1802 verblieb. Die ehemalige Riedheim`sche Stammburg war ab 1502 Ulmisches Amtshaus, seit 1802 Bauernhof.

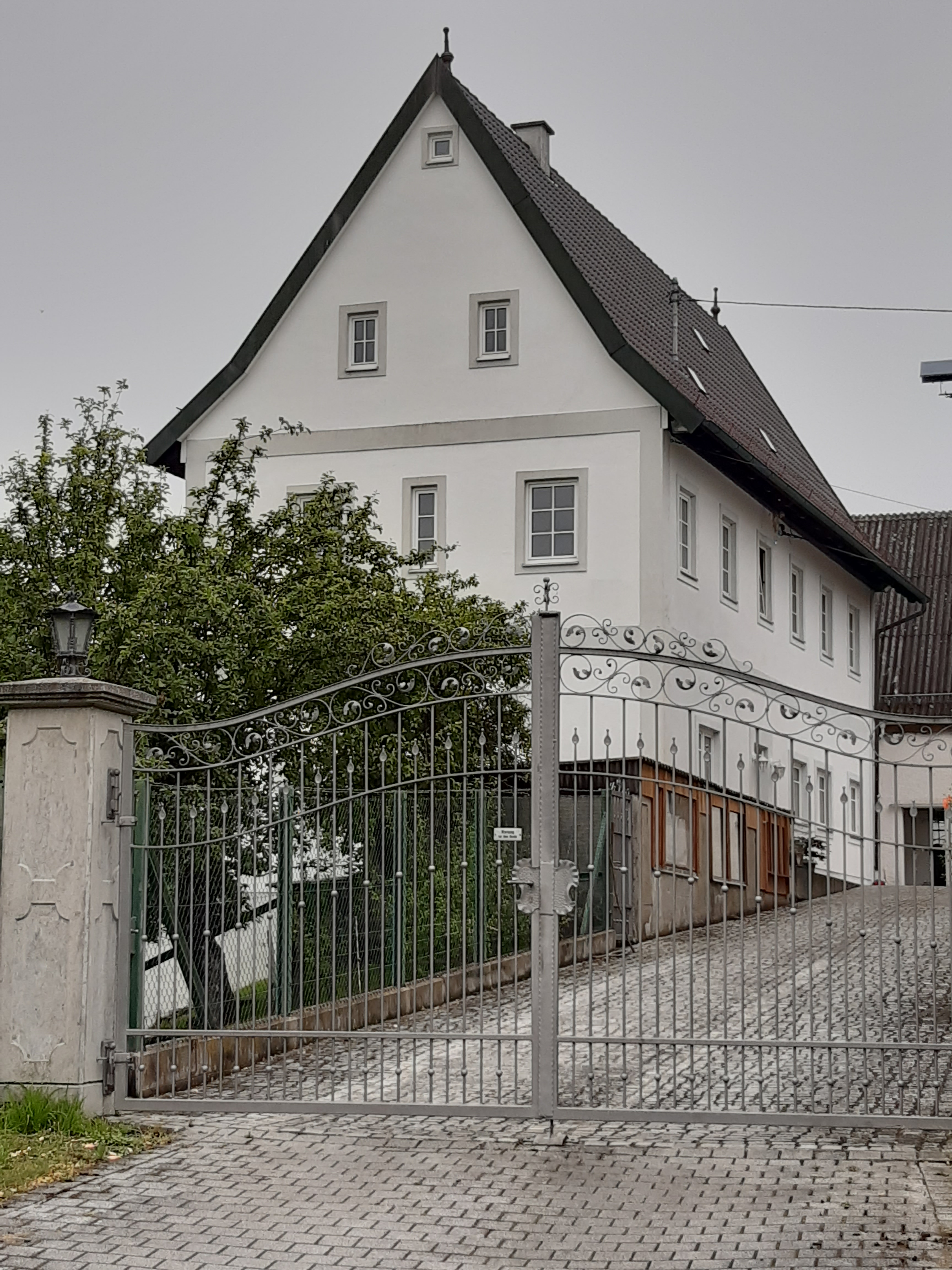
Gebäude in der Radstraße 8

## Baubeschreibung
Der Nord- und Ostflügel der ursprünglich im Viereck angeordnete Anlage steht auf künstlich aufgeschüttetem Hügel, ein- bzw. zweigeschossige Massivbauten mit steilen Satteldächern und Strebepfeilern an Ost- und Nordseite, im Kern teilweise wohl noch 16. Jahrhundert, stark verändert.